# Mountainbike-Eliminator-Weltmeisterschaften 2020
Bei den Mountainbike-Eliminator-Weltmeisterschaften 2020 wurden am 25. Oktober 2020 in Leuven in Belgien die Weltmeister in der Disziplin Cross-Country Eliminator ermittelt.
Die Austragung war ursprünglich am 23. August geplant, wurde aber aufgrund der COVID-19-Pandemie in den Oktober verschoben.
Der Wettbewerb wurde auf dem Ladeuzeplein vor der Universitätsbibliothek ausgetragen. Die Strecke führte größtenteils über Kopfsteinpflaster sowie eingebaute Rampen und Steilkurven aus Holz. In der Qualifikation musste eine Runde einzeln auf Zeit absolviert werden, anhand der Reihenfolge die Zuordnung zu den einzelnen Läufen im Achtelfinale ermittelt wurde. In den Ausscheidungsrunden und Finalläufen wurde der Kurs jeweils zweimal absolviert.

## Männer
Finale
| Platz | Land | Athlet                | Zeit        |
| ----- | ---- | --------------------- | ----------- |
| 1     | FRA  | Titouan Perrin-Ganier | 2:01,29 min |
| 2     | GER  | Simon Gegenheimer     | + 0,59 s    |
| 3     | SWE  | Anton Olstam          | + 1,68 s    |
| 4     | FRA  | Lorenzo Serres        | + 4,28 s    |

Kleines Finale
| Platz | Land | Athlet                  | Zeit        |
| ----- | ---- | ----------------------- | ----------- |
| 5     | FRA  | Mathis Azzaro           | 2:06,75 min |
| 6     | BEL  | Jay Bytebier            | + 0,14 s    |
| 7     | SWE  | Joel Burman             | + 1,19 s    |
| 8     | FRA  | Quentin Schrotzenberger | + 10,45 s   |

Datum: 25. Oktober 2020

Insgesamt waren 21 Teilnehmer gemeldet, von denen sich 16 für das Viertelfinale qualifizierten.
Titouan Perrin-Ganier gewann zum vierten Mal in Folge den Titel. Simon Gegenheimer wurde zum zweiten Mal nach 2017 Vizeweltmeister.

## Frauen
Finale
| Platz | Land | Athlet        | Zeit        |
| ----- | ---- | ------------- | ----------- |
| 1     | FRA  | Isaure Medde  | 2:14,36 min |
| 2     | ITA  | Gaia Tormena  | + 0,01 s    |
| 3     | NED  | Fem van Empel | + 1,16 s    |
| 4     | NED  | Didi De Vries | + 12,80 s   |

Kleines Finale
| Platz | Land | Athlet            | Zeit        |
| ----- | ---- | ----------------- | ----------- |
| 5     | FRA  | Margaux Borrelly  | 2:20,95 min |
| 6     | GER  | Marion Fromberger | + 1,76 s    |
| 7     | GER  | Clara Brehm       | + 2,11 s    |
| 8     | NED  | Anne Terpstra     | DNS         |

Datum: 25. Oktober 2020

Insgesamt waren 12 Teilnehmerinnen gemeldet, die sich alle für das Viertelfinale qualifizierten.
Neue Titelträgerin wurde nach Auswertung des Zielfotos Isaure Medde, die die Titelträgerin des Vorjahres Gaia Tormena noch auf der Zielgeraden überholen konnte.